# Campeonato Paulista de Futebol de 2000
O Campeonato Paulista de Futebol de 2000, também conhecido como Série A1 do Campeonato Paulista de Futebol de 2000, foi a 60.ª edição da principal divisão do futebol de São Paulo organizado pela Federação Paulista de Futebol (FPF). Teve o São Paulo como campeão e o Santos como o vice-campeão. Guarani e Mogi Migim foram rebaixados para a Série A2 da temporada seguinte. França, do São Paulo, foi o maior goleador do torneio, com 18 gols

## Participantes
A Série A1 de 2000 teve 17 participantes, pois o América foi rebaixado para a Série A-2 após a primeira fase, sendo substituído na segunda fase pelo Botafogo, melhor colocado do primeiro turno da Série A2.
| Equipe              | Cidade                | Como garantiu vaga                            |
| ------------------- | --------------------- | --------------------------------------------- |
| América             | São José do Rio Preto | 1° na Série A2 em 1999                        |
| Araçatuba           | Araçatuba             | 14° na Série A1                               |
| Botafogo            | Ribeirão Preto        | Campeão do primeiro turno na Série A2 de 2000 |
| Corinthians         | São Paulo             | 1° na Série A1                                |
| Guarani             | Campinas              | 11° na Série A1                               |
| Inter de Limeira    | Limeira               | 10ª na Série A1                               |
| Matonense           | Matão                 | 9ª na Série A1                                |
| Mogi Mirim          | Mogi Mirim            | 8° na Série A1                                |
| Palmeiras           | São Paulo             | 2° na Série A1                                |
| Ponte Preta         | Campinas              | 2ª na Série A2 em 1999                        |
| Portuguesa          | São Paulo             | 5ª na Série A1                                |
| Portuguesa Santista | Santos                | 12ª na Série A1                               |
| Rio Branco          | Americana             | 7° na Série A1                                |
| Santos              | Santos                | 4° na Série A1                                |
| São Paulo           | São Paulo             | 3° na Série A1                                |
| União Barbarense    | Santa Bárbara d'Oeste | 6° na Série A1                                |
| União São João      | Araras                | 13° na Série A1                               |

## Fórmula de disputa
Na primeira fase, enquanto os quatro grandes do estado (Corinthians, São Paulo, Palmeiras e Santos) disputavam o Torneio- Rio-São Paulo, os doze clubes remanescentes foram divididos em dois grupos de seis e jogaram dentro de seus grupos, em turno e returno. A equipe com pior campanha, independentemente de grupo, foi rebaixada para a Série A2 do mesmo ano e substituída pela equipe melhor colocada na primeira fase da Série A2.
Na segunda fase, as doze equipes juntaram-se às quatro grandes do estado e foram divididas em quatro grupos de quatro equipes. As equipes do grupo 3 jogaram contra as do grupo 5 e as do grupo 4 contra as do grupo 6, em turno único, além de todas as equipes terem jogado dentro do próprio grupo em turno e returno. Para a terceira fase, classificaram-se os dois clubes mais bem colocados de cada grupo, e o clube com pior campanha nesta fase foi rebaixado para a Série A2 de 2001.
Na terceira fase, as oito equipes foram divididas em dois grupos, o 7 e o 8. Elas jogaram entre si dentro de seus grupos, em turno e returno, passando às semifinais as duas melhores de cada grupo. Nas semifinais, os times foram divididos em duas chaves de duas equipes, que jogaram entre si em partidas de ida e volta, com o vencedor de cada chave se classificando às finais, também disputadas em dois jogos, para determinar o campeão paulista de 2000.

## Primeira fase
Classificação final
| Grupo 1 |                     |    |    |   |   |   |    |    |     |
| Pos | Time                | PG | J  | V | E | D | GP | GC | SG  |
| 1 | Ponte Preta         | 23 | 10 | 7 | 2 | 1 | 20 | 10 | 10  |
| 2 | Portuguesa          | 18 | 10 | 5 | 3 | 2 | 23 | 12 | 11  |
| 3 | Matonense           | 16 | 10 | 5 | 1 | 4 | 22 | 13 | 9   |
| 4 | Portuguesa Santista | 13 | 10 | 3 | 4 | 3 | 15 | 15 | 0   |
| 5 | Araçatuba           | 8  | 10 | 2 | 2 | 6 | 9  | 25 | -16 |
| 6 | Inter de Limeira    | 5  | 10 | 1 | 2 | 7 | 11 | 25 | -14 |
| Grupo 2 |                     |    |    |   |   |   |    |    |     |
| Pos | Time                | PG | J  | V | E | D | GP | GC | SG  |
| 1 | Guarani             | 19 | 10 | 5 | 4 | 1 | 17 | 10 | 7   |
| 2 | União Barbarense    | 17 | 10 | 5 | 2 | 3 | 17 | 12 | 5   |
| 3 | União São João      | 16 | 10 | 5 | 1 | 4 | 18 | 15 | 3   |
| 4 | Rio Branco          | 15 | 10 | 4 | 3 | 3 | 16 | 10 | 6   |
| 5 | Mogi Mirim          | 11 | 10 | 3 | 2 | 5 | 17 | 20 | -3  |
| 6 | América             | 4  | 10 | 0 | 4 | 6 | 17 | 20 | -3  |
| PG - pontos ganhos; J - jogos; V - vitórias; E - empates; D - derrotas; GP - gols pró; GC - gols contra; SG - saldo de gols |                     |    |    |   |   |   |    |    |     |

América rebaixado à Série A-2 do mesmo ano; Botafogo promovido da Série A-2 para a segunda fase da Série A-1 do mesmo ano.

## Segunda fase
Classificação final
| Grupo 3 |                     |     |    |   |   |   |    |    |     |
| Pos | Time                | PG  | J  | V | E | D | GP | GC | SG  |
| 1 | São Paulo           | 25  | 10 | 8 | 1 | 1 | 25 | 12 | 13  |
| 2 | Guarani             | 14  | 10 | 4 | 2 | 4 | 10 | 11 | -1  |
| 3 | União Barbarense    | 12  | 10 | 3 | 3 | 4 | 11 | 16 | -5  |
| 4 | Portuguesa Santista | 10  | 10 | 3 | 1 | 6 | 12 | 14 | -2  |
| Grupo 4 |                     |     |    |   |   |   |    |    |     |
| Pos | Time                | PG  | J  | V | E | D | GP | GC | SG  |
| 1 | Corinthians         | 24  | 10 | 8 | 0 | 2 | 29 | 10 | 19  |
| 2 | Ponte Preta         | 15  | 10 | 4 | 3 | 3 | 14 | 13 | 1   |
| 3 | Matonense           | 14  | 10 | 3 | 5 | 2 | 15 | 12 | 3   |
| 4 | Araçatuba           | -16 | 10 | 1 | 1 | 8 | 7  | 27 | -20 |
| Grupo 5 |                     |     |    |   |   |   |    |    |     |
| Pos | Time                | PG  | J  | V | E | D | GP | GC | SG  |
| 1 | Palmeiras           | 20  | 10 | 6 | 2 | 2 | 19 | 14 | 5   |
| 2 | Rio Branco          | 13  | 10 | 4 | 1 | 5 | 19 | 22 | -3  |
| 3 | União São João      | 9   | 10 | 1 | 6 | 3 | 15 | 18 | -3  |
| 4 | Botafogo            | 8   | 10 | 2 | 2 | 6 | 9  | 13 | -4  |
| Grupo 6 |                     |     |    |   |   |   |    |    |     |
| Pos | Time                | PG  | J  | V | E | D | GP | GC | SG  |
| 1 | Portuguesa          | 17  | 10 | 4 | 5 | 1 | 18 | 13 | 5   |
| 2 | Santos              | 16  | 10 | 4 | 4 | 2 | 19 | 15 | 4   |
| 3 | Inter de Limeira    | 11  | 10 | 3 | 2 | 5 | 13 | 15 | -2  |
| 4 | Mogi Mirim          | 9   | 10 | 3 | 0 | 7 | 10 | 20 | -10 |
| PG - pontos ganhos; J - jogos; V - vitórias; E - empates; D - derrotas; GP - gols pró; GC - gols contra; SG - saldo de gols |                     |     |    |   |   |   |    |    |     |

O Araçatuba escalou três jogadores irregulares em quatro jogos e, por isso, perdeu vinte pontos (cinco pontos por cada partida), terminando o campeonato com dezesseis pontos negativos.

## Terceira fase
Classificação final
| Grupo 7 |             |    |   |   |   |   |    |    |    |
| Pos | Time        | PG | J | V | E | D | GP | GC | SG |
| 1 | Santos      | 13 | 6 | 4 | 1 | 1 | 9  | 5  | 4  |
| 2 | São Paulo   | 11 | 6 | 3 | 2 | 1 | 13 | 7  | 6  |
| 3 | Portuguesa  | 7  | 6 | 2 | 1 | 3 | 10 | 11 | -1 |
| 4 | Guarani     | 3  | 6 | 1 | 0 | 5 | 5  | 14 | -9 |
| Grupo 8 |             |    |   |   |   |   |    |    |    |
| Pos | Time        | PG | J | V | E | D | GP | GC | SG |
| 1 | Corinthians | 12 | 6 | 3 | 3 | 0 | 16 | 10 | 6  |
| 2 | Palmeiras   | 11 | 6 | 3 | 2 | 1 | 14 | 11 | 3  |
| 3 | Ponte Preta | 6  | 6 | 2 | 0 | 4 | 9  | 14 | -5 |
| 4 | Rio Branco  | 3  | 6 | 0 | 3 | 3 | 6  | 10 | -4 |
| PG - pontos ganhos; J - jogos; V - vitórias; E - empates; D - derrotas; GP - gols pró; GC - gols contra; SG - saldo de gols |             |    |   |   |   |   |    |    |    |

## Semifinais
27/5/2000 Palmeiras 0–0 Santos Estádio Palestra Itália
28/5/2000 São Paulo 2–1 Corinthians Morumbi
3/6/2000 Santos 3–2 Palmeiras Morumbi
3/6/2000 Corinthians 0–2 São Paulo Morumbi

## Disputa do título
O Paulistão de 2000 foi caracterizado por um regulamento com fases classificatórias e grupos. No entanto, não houve maiores zebras, classificando-se para as semifinais justamente os quatro grandes clubes.
Em uma semifinal, o Corinthians  de Marcelinho Carioca, campeão mundial de clubes havia poucos meses, precisava de dois resultados iguais para se classificar e assim eliminar o São Paulo de Raí, Belletti e Maldonado. Porém o Tricolor venceu duas vezes o alvinegro, por 2 a 1 e 2 a 0, e classificou-se à decisão com a vantagem de jogar por dois resultados iguais para sagrar-se campeão.
Na outra semifinal o drama foi bem maior, com um empate por 0 a 0 no primeiro jogo. Na decisiva partida, o Palmeiras de Marcos, Junior, Galeano e Luís Felipe Scolari, que tinha a vantagem de precisar apenas empatar para chegar à final, abriu 2 a 0, mas o Santos de Fábio Costa, Valdo e Caio virou para 3 a 2 aos 45 minutos do segundo tempo, classificando-se para uma final de Paulistão após dezesseis anos.
Na primeira partida da final, França fez 1 a 0 para o São Paulo com apenas um minuto de jogo, resultado que definiria a partida. Na decisão, o Santos precisava vencer por dois gols de vantagem para sagrar-se campeão e sair de uma fila que já se arrastava desde 1984. O Peixe ainda conseguiu fazer 1 a 0 com Dodô, mas o tricolor empatou antes do fim do primeiro tempo, com Rogério Ceni. O Santos ainda chegou a 2 a 1 no começo do segundo tempo, com um gol de Rincón, num pênalti sofrido por ele mesmo, mas aos 23 minutos o São Paulo empatou novamente o jogo com Marcelinho Paraíba, o que desanimou o escrete santista. O São Paulo sagrou-se campeão paulista pela vigésima vez. 

## A decisão
| 10 de junho de 2000 | Santos | 0 – 1 | São Paulo       | Morumbi, São Paulo Público: não divulgado Renda: não divulgada Árbitros: Paulo César de Oliveira e Sálvio Spínola Fagundes Filho |
|                     |        |       | França 1 do 1.º | |

Santos: Carlos Germano, Baiano, André Luís, Claudiomiro e Rubens Cardoso; Anderson Luís, Rincón, Valdo e Robert (Eduardo Marques); Valdir (Dodô) e Caio (Deivid). Técnico: Giba.
São Paulo: Rogério Ceni, Belletti, Edmílson, Rogério Pinheiro e Fábio Aurélio; Maldonado, Vágner, Raí (Fabiano) e Marcelinho Paraíba (Sandro Hiroshi); Edu (Souza) e França. Técnico: Levir Culpi.
| 18 de junho de 2000 | São Paulo                                           | 2 – 2 | Santos                                                     | Morumbi, São Paulo Público: não divulgado Renda: não divulgada Árbitros: Alfredo dos Santos Loebeling e Ílson Honorato dos Santos |
|                     | Rogério Ceni 38 do 1.º Marcelinho Paraíba 23 do 2.º |       | Dodô 29 do 1.º Rincón 9 do 2.º (p) Anderson Luís 27 do 2.º | |

São Paulo: Rogério Ceni, Belletti, Edmílson, Rogério Pinheiro e Fábio Aurélio; Maldonado, Vágner, Marcelinho Paraíba e Raí (Fabiano); Edu (Carlos Miguel) e Evair (Sandro Hiroshi). Técnico: Levir Culpi.
Santos: Carlos Germano, Baiano, André Luís, Claudiomiro e Rubens Cardoso (Aílton); Anderson Luís, Rincón, Robert e Valdo (Deivid); Caio (Márcio Santos) e Dodô. Técnico: Giba.

## Premiação
| Campeão Paulista de 2000 |
| ------------------------ |
| SÃO PAULO (20º título)   |